# Eilema tristis
Eilema tristis là một loài bướm đêm thuộc phân họ Arctiinae, họ Erebidae.